# Chiusa Sclafani
Chiusa Sclafani – miejscowość i gmina we Włoszech, w regionie Sycylia, w prowincji Palermo.
Według danych na rok 2004 gminę zamieszkiwały 3293 osoby, 57,8 os./km².

## Współpraca
- Chiclana de Segura, Hiszpania